# بيقية أمريكية
البيقية الأمريكية نوع نباتي يتبع جنس البيقية من الفصيلة البقولية. اسمه العلمي (باللاتينية: Vicia americana).
موطنها أمريكا الشمالية حيث تنتشر في معظم مناطقها.

## الوصف النباتي
النبات عشبي معمر ومتسلق. الورقة ريشية مركبة تنتهي بمحلاق. الأزهار بنفسجية (انظر الصورة). الثمرة قرن. ينتشر بالجذامير وله جذر وتدي.